# Pale Communion
Pale Communion è l'undicesimo album in studio del gruppo musicale Progressive Metal Opeth. L'album  è stato pubblicato il 26 agosto 2014 dall'etichetta discografica Roadrunner Records. L'album presenta molte linee melodiche, come già si è potuto ascoltare nell'album precedente Heritage. Il disco è mixato dall'ormai noto collaboratore Steven Wilson frontman della band Porcupine Tree.

## Tracce
1. Eternal Rains Will Come – 6:43
2. Cusp of Eternity – 5:34
3. Moon Above, Sun Below – 10:52
4. Elysian Woes – 4:47
5. Goblin – 4:32
6. River – 7:30
7. Voice of Treason – 8:00
8. Faith in Others – 7:41

## Formazione
- Mikael Åkerfeldt – voce, chitarra, mellotron aggiuntivo
- Fredrik Åkesson – chitarra
- Martin Mendez – basso
- Joakim Svalberg – mellotron, organo, pianoforte, tastiera
- Martin Axenrot – batteria, percussioni